# Brigitte Gabriel

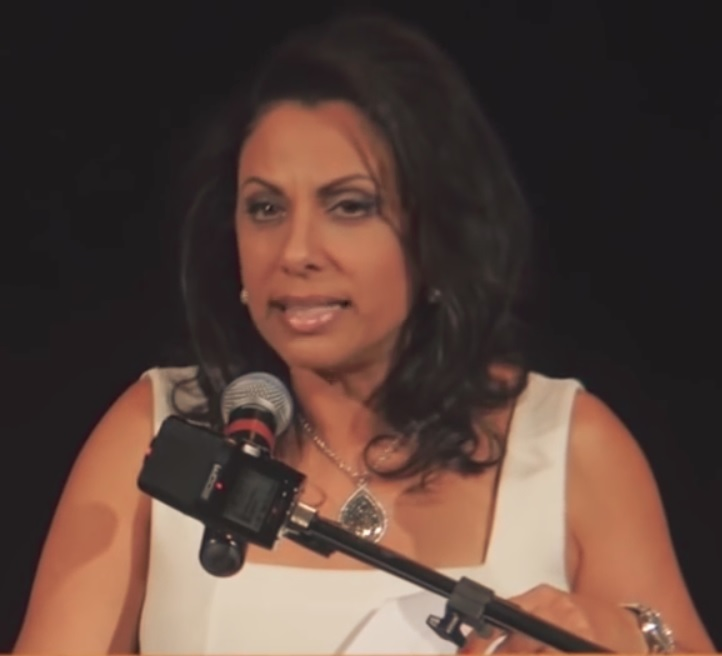
Brigitte Gabriel

Brigitte Gabriel (Libanon, 21 oktober 1964) is een Libanees-Amerikaanse journaliste, schrijfster en activiste tegen radicale vormen van islam. Zij is de oprichter van het American Congress for Truth en van de groepering ACT! for America.

## Biografie
Gabriel is geboren in het Libanese district Marjeyoun en komt uit een maronitisch gezin. Toen zij tien jaar was is, naar eigen zeggen, haar huis tijdens de Libanese Burgeroorlog gebombardeerd en verwoest door moslim-milities bij een aanval op een Libanese legerbasis in de buurt; zij zelf zou hierbij gewond zijn geraakt.
Gabriel was onder haar pseudoniem Nour Semaan nieuwslezer voor World News, een avondnieuwsprogramma van het Zuid Libanese Leger, verbonden aan het christelijke Middle East Television (METV), dat wekelijks werd uitgezonden in Israël, Egypte, Syrië, Jordanië, Cyprus en Libanon. Ze verhuisde naar Israël voordat ze in 1989 emigreerde naar de Verenigde Staten. In 2001 richtte Gabriel het ACT (American Congress for Truth) op. Ze verscheen in verschillende nieuwsprogramma's en hield diverse toespraken. Ze is betrokken bij de documentaire Obsession: Radical Islam's War Against the West en schreef twee boeken.
Haar boek Because They Hate: A Survivor of Islamic Terror Warns America vertelt over de geschiedenis van haar familie en haar jeugd. Het boek haalde de hardcoversectie van de New York Times-bestsellerlijst.

## Boeken
- Because They Hate: A Survivor of Islamic Terror Warns America. St. Martin's Press (5 september 2006). ISBN 0312358377.
- They Must Be Stopped (2008)

## Kritiek
Criticus Franklin Lamb, directeur van Americans Concerned for Middle East Peace, betwist het verhaal over Brigitte Gabriels jeugd. Volgens hem is haar verhaal overtrokken en stelt Gabriel de Libanese Burgeroorlog te eenvoudig voor.